# Дикое поле (фильм, 2008)
«Дикое поле» — кинофильм Михаила Калатозишвили по сценарию Петра Луцика и Алексея Саморядова, написанному в начале 1990-х годов.

## Сюжет
Молодой доктор Митя (Олег Долин) приезжает на работу сельским врачом в степной район Казахстана. Местные жители начинают приходить к новому доктору не только за медицинской помощью. Они рассказывают ему о своих проблемах, радостях и несчастьях. Он ожидает, что к нему приедет невеста. Однако та, приехав, рассказывает ему, что вышла замуж, и уезжает обратно. Митя постепенно завоёвывает уважение местных жителей, которые его и поддерживают в конце фильма.

## В ролях
| Актёр               | Роль                   |
| ------------------- | ---------------------- |
| Олег Долин          | Митя                   |
| Роман Мадянов       | милиционер Рябов       |
| Юрий Степанов       | доктор Фёдор Абрамович |
| Даниэла Стоянович   | Катя, невеста Мити     |
| Ирина Бутанаева     | Галя                   |
| Александр Ильин     | Александр Иванович     |
| Александр Ильин мл. | Петро                  |
| Светлана Иванова    | Зоя                    |
| Пётр Ступин         | Филипп Ильич           |
| Александр Коршунов  | мужик с коровой        |
| Владимир Яворский   | пастух Степан          |
| Игорь Яворский      | пастух Николай Смагин  |
| Илья Щербинин       | Панька                 |
| Юрис Лауциньш       | «Ангел»                |

## Награды
- Золотой орёл (2008): лучший игровой фильм, лучший сценарий, лучшая музыка.
- 19-й Открытый Российский фестиваль «Кинотавр»: лучший сценарий, премия им. М. Таривердиева за лучшую музыку, а также специальный приз гильдии киноведов и кинокритиков.
- Премия «Белый слон»: лучший игровой фильм, лучший сценарий, лучшая мужская роль (Олег Долин), лучшая мужская роль второго плана (Роман Мадянов), лучшая музыка.
- 65-й Венецианский кинофестиваль: Приз Международной ассоциации поддержки Арт-кино — ART CINEMA AWARD.
- Кинофестиваль молодого восточноевропейского кино, Котбус: Специальное упоминание, приз ФИПРЕССИ, приз Экуменического жюри.
- Международный кинофестиваль в Марракеше: Золотая звезда.

## Интересные факты
В одной из сцен фильма среди книг Мити виден сборник поэта Павла Васильева, родившегося в Казахстане и часто обращавшегося к «степной» теме.
Оба сценариста умерли задолго до начала съёмок (Луцик — в 2000 году, Саморядов в — 1994). Режиссёр скончался менее чем через год после премьеры.